# Гран-прі з фігурного катання
Гран-прі з фігурного катання — щорічна серія змагань з фігурного катання, яка проходить з 1995 року під егідою Міжнародного союзу ковзанярів (ІСУ). Фігуристи виступають на одному—двох етапах, на які їх розподілили навмання. На відміну від інших змагань ІСУ, в Гран-прі спортсмени беруть участь не за національною ознакою, а за індивідуальним рейтингом кожного фігуриста. Медалі розігруються в чоловічому та жіночому одиночному катанні, парному катанні та танцях на льоду. Спортсмени, які показали найкращі результати на етапах Гран-Прі кваліфікуються до Фіналу Гран-прі.

## Історія
Коли серія була створена в сезоні 1995/1996 років, вона була відома як ISU Champions Series. Змагання стало відомим як Гран-прі з фігурного катання лише в сезоні 1998/1999 років, коли ІСУ отримав право використовувати цю назву.
Спочатку серія складався з п'яти змагань, які проводилися у Сполучених Штатах, Канаді, Японії, Німеччині та Франції. Після припинення російського турніру «Приз газети „Московські новини“», який востаннє проводився у 1990 році, Росія створила змагання Cup of Russia, яке збільшило кількість етапів до шести у 1996 році. Восени 2003 року етап в Німеччині, Bofrost Cup on Ice, був припинений та замінений змаганням в Китаї через те, що ІСУ домовилася про більш вигідний телевізійний контракт у цій країні.
У 1997 році ІСУ також створив подібну серію змагань для фігуристів молодшого віку. Серія юніорського Гран-прі розпочинається раніше дорослого.
Станом на сезон 2024/2025, серія Гран-прі відбувається в США, Канаді, Китаї, Франції, Японії та Фінляндії з жовтня по листопад. Для участі в турнірі обирають спортсменів з найкращими результатами, яких навмання розподіляють на один—два етапи. Тих, хто показав найвищі результати у серії кваліфікують до Фіналу Гран-прі.

## Етапи

### Активні етапи
Skate America. Уперше проведений у 1979 році як Norton Skate, це змагання стало частиною серії у 1995 році. Місто, в якому проводиться змагання, змінюється щорічно.
Skate Canada International. Уперше проведений у 1973 році, це змагання стало частиною серії у 1995 році. Місто, в якому проводиться змагання, змінюється щорічно.
Cup of China. Змагання було започатковано у 2003 році, і того ж року воно стало частиною серії Гран-прі. Місто, в якому проводиться змагання, змінюється щорічно.
Grand Prix de France (також називався Grand Prix International de Paris у 1987—1993 роках, Trophée de France у 1994—1995 та у 2016 роках, Trophée Lalique у 1996—2003 роках, Trophée Éric Bompard у 2004—2015 роках, Internationaux de France у 2017—2021 роках). Уперше проведений у 1983 році, став частиною серії Гран-прі у 1995 році. Місто, в якому проводиться змагання, змінюється щорічно.
NHK Trophy. Уперше проведений у 1979 році, став частиною серії Гран-прі у 1995 році. Місто, в якому проводиться змагання, змінюється щорічно.
Grand Prix of Finland. У 2018 році вперше було проведено змагання Grand Prix of Helsinki замість торічного Cup of China. Після повномасштабного вторгнення Росії в Україну у 2022 році та відсторонення російських і білоруських спортсменів від змагань було вирішено проводити етап Grand Prix of Finland замість російського етапу Rostelecom Cup.

### Скасовані етапи
Bofrost Cup on Ice (раніше називався Fujifilm Trophy у 1986—1987 років, Nations Cup у 1995—1997, Sparkassen Cup on Ice у 1998—2001). Уперше проведений у 1986 році, був частиною серії з 1995 по 2002 рік. Майже завжди проводився у Гельзенкірхені.
Gran Premio d'Italia. Проводився замість Cup of China у 2021 році, коли китайський етап скасували через пандемію COVID-19.
MK John Wilson Trophy. Проводився замість Cup of China у 2022 році, коли китайський етап скасували через пандемію COVID-19.
Rostelecom Cup (також називався Cup of Russia у 1996—2008 та у 2010 роках). Уперше проведений у 1996 році, того ж року став частиною серії Гран-прі. У 2009 році змінив назву з Cup of Russia на Rostelecom Cup. У 2022 році був скасований через вторгнення Росії в Україні та відсторонення російських і білоруських спортсменів від змагань.

## Кваліфікація
Фігуристи реєструються в індивідуальних змаганнях через розсіювання або за запрошенням. Розсіювання найкращих фігуристів на змаганнях Гран-прі в основному враховує їхнє місце на попередніх Чемпіонатах світу, а також їхній міжнародний рейтинг ІСУ. Розподіл за етапами визначається жеребом. Ковзаняри, які не розсіяні, можуть бути запрошені країною-організаторкою, і кожна країна може запросити до трьох своїх фігуристів для кожної дисципліни. Це має надати збалансоване поле протягом усієї серії.
У кожному етапі беруть участь по 12 спортсменів/пар у кожній із дисциплін. При цьому фігуристам/парам, які на чемпіонаті світу попереднього сезону посіли перші шість місць, гарантується по два етапи, і вони вважаються «сіяними». Спортсменам, які посіли місця з 7 по 12, гарантується один етап, але за рейтингом вони можуть отримати і другий етап.
Гран-прі з фігурного катання використовує систему нарахування балів на основі результатів вибраних міжнародних змагань. Найкращі фігуристи з кожної дисципліни мають право брати участь у Фіналі Гран-прі з фігурного катання. Спортсмени розподіляють на один—два змагання в серії.
Починаючи з сезону 2003/2004 років, для змагань Гран-Прі було введено Тимчасову систему суддівства. Пізніше це перетворилося на Суддівську систему ІСУ, яку часто називають Кодексом балів (CoP), замінивши попередню систему 6.0.
Протягом багатьох років ІСУ експериментував з різними форматами фінального змагання Гран-Прі. У деякі роки від фігуристів вимагалося підготувати три різні програми замість двох звичайних, причому третя програма використовувалася для катання між двома найкращими фінішувальниками в кожній дисципліні після початкових раундів. Наразі ці вимоги скасовані. 

### Обрання
Щоб мати право на участь у серії Гран-прі серед дорослих, фігуристам має виповнитися 16 років до 1 липня (наприклад, 1 липня 2009 року для серії 2009/2010). Фігурист повинен досягти вікового цензу до 1 липня за місцем народження.
У 2011 році мінімальні вимоги до балів були додані до дорослої серії Гран-прі та встановлені на рівні двох третин найкращих балів на Чемпіонаті світу 2011 року. Перед тим, як брати участь у змаганнях Гран-прі серед дорослих, фігуристи повинні отримати наступні мінімальні бали:
| Дисципліна     | Мінімальні бали |
| -------------- | --------------- |
| Чоловіки       | 168,60          |
| Жінки          | 117,48          |
| Пари           | 130,71          |
| Танці на льоду | 111,15          |

Міжнародний союз ковзанярів вирішив, що мінімальні вимоги не застосовуються до «господарів», тобто канадцям Адріані Де Санктіс і Елладжу Бальде було дозволено змагатися на змаганнях у їхній країні, Skate Canada 2011, незважаючи на те, що вони не змогли досягти мінімуму на Nebelhorn Trophy 2011.

## Призовий фонд
Фігуристам, які посіли з 1-го по 5-е місце на кожному етапі передбачається грошова винагорода. Учасники Фіналу Гран-прі одержують винагороду залежно від місця, яке вони посіли.
Призовий фонд наразі має такий вигляд:
| Місце | Призовий фонд (етапи) | Призовий фонд (Фінал) |
| ----- | --------------------- | --------------------- |
| 1     | $18000                | $25000                |
| 2     | $13000                | $18000                |
| 3     | $9000                 | $12000                |
| 4     | $3000                 | $6000                 |
| 5     | $2000                 | $4000                 |
| 6     | —                     | $3000                 |

## Гран-прі серед юніорів
На відміну від «дорослої» серії Гран-прі, на етапи юніорської серії учасники призначаються не за рейтингом, а своїми національними федераціями. Кількість місць від кожної країни на етапах визначається виходячи з місць, які посіли спортсмени країни на Чемпіонаті світу серед юніорів.
Наразі проводиться сім етапів юніорського Гран-прі. Список країн, що приймають етапи, часто змінюється. Так само, як і в дорослій серії, юніори, які показали найкращі результати на етапах Гран-Прі кваліфікуються до Фіналу юніорського Гран-прі.

### Призовий фонд
Призовий фонд для юніорів наразі має такий вигляд:
| Місце | Призовий фонд для одиночників (етапи) | Призовий фонд для одиночників (Фінал) | Призовий фонд для пар/танцюристів (етапи) | Призовий фонд для пар/танцюристів (Фінали) |
| ----- | ------------------------------------- | ------------------------------------- | ----------------------------------------- | ------------------------------------------ |
| 1     | $2000                                 | $6000                                 | $3000                                     | $9000                                      |
| 2     | $1500                                 | $5000                                 | $2250                                     | $7500                                      |
| 3     | $1000                                 | $4000                                 | $1500                                     | $6000                                      |
| 4     | —                                     | $3000                                 | —                                         | $4500                                      |
| 5     | —                                     | $2000                                 | —                                         | $3000                                      |
| 6     | —                                     | $1000                                 | —                                         | $1500                                      |